# Igreja de Nossa Senhora da Conceição da Lagoa
A Igreja Matriz de Nossa Senhora da Imaculada Conceição da Lagoa, dedicada a Nossa Senhora da Imaculada Conceição, é a igreja matriz da Paróquia de Nossa Senhora da Imaculada Conceição da Lagoa, desde sua criação, em 1780.

## História
Localizada junto ao Morro da Lagoa, num dos lugares mais estratégicos da Lagoa da Conceição, a Igreja de Nossa Senhora da Conceição foi concluída em 1780, 29 anos depois que o governador Manuel Escudeiro Ferreira de Sousa encaminhou a planta do templo para Portugal. O projeto foi aprovado pela Corte portuguesa para ser construído numa das sesmarias do fundador de Nossa Senhora do Desterro (antiga Florianópolis), Francisco Dias Velho. Esta área de sesmaria se tornou a conhecida Freguesia de Nossa Senhora da Conceição.

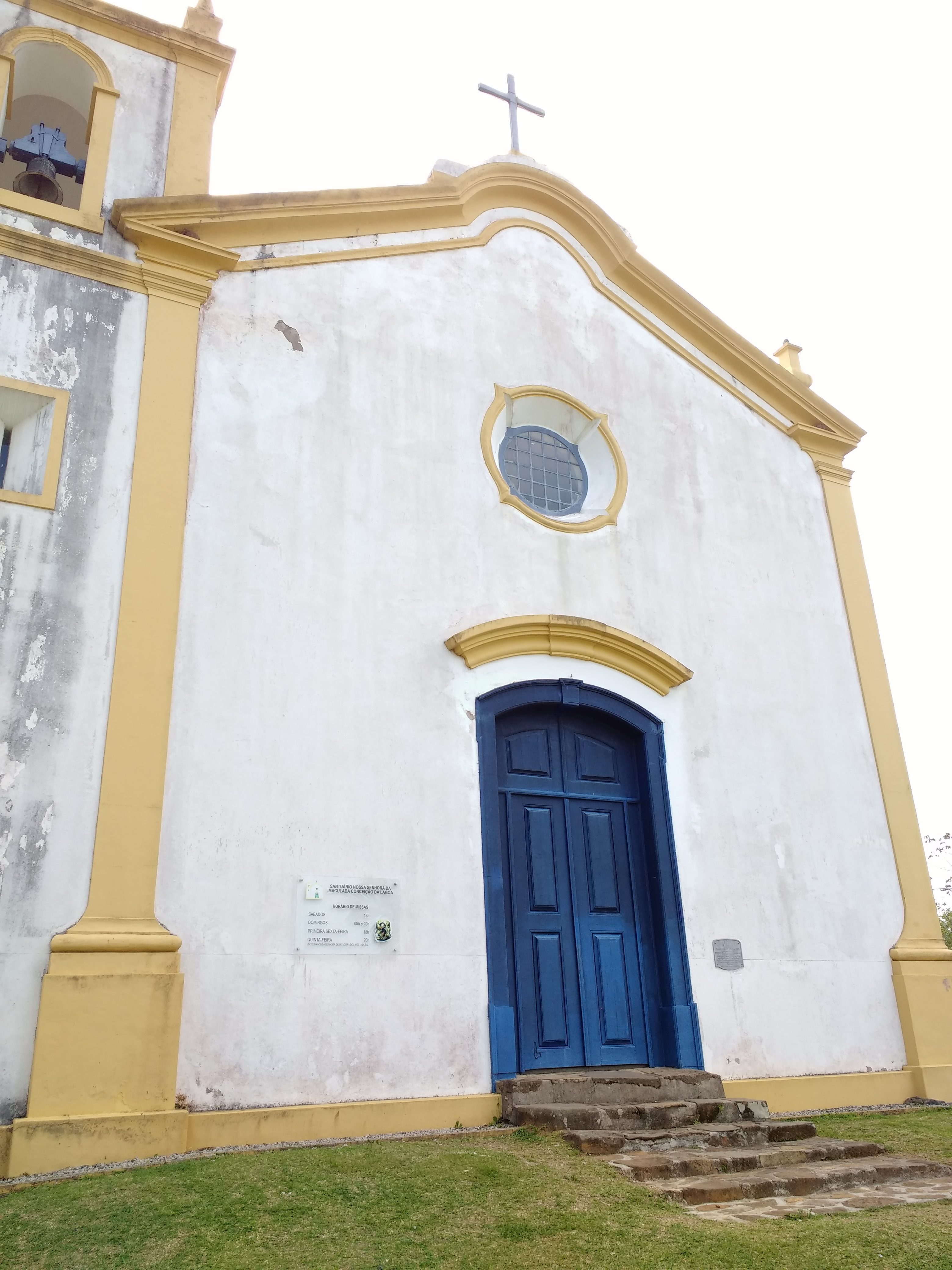

A Igreja sofreu muitas modificações e reparos ao longo do tempo. Em 1847, com a visita do Imperador D. Pedro II, a freguesia da Lagoa e sua Igreja receberam a quantia de 800 mil réis para pagar a custódia de prata anteriormente encomendada. Quando o Imperador voltou do Rio Grande já encontrou a custódia comprada e ficou "plenamente satisfeito com a obra e com o desenho", conforme ofício do então vigário ao Presidente da Província. Uma nova visita do Imperador aconteceu em 1861, desta vez presenteando o templo com dois sinos, que ainda hoje encontram-se por lá.
Apesar de todas as transformações sofridas por dentro, das sucessivas repinturas, a Igreja da Lagoa ainda constitui um bom exemplo da arquitetura trazida pelos portugueses para terras catarinenses.
Tanto que em 1974, o então prefeito de Florianópolis, Esperidião Amin, assinou decreto tombando cinco igrejas que representavam a arquitetura portuguesa na Ilha: a Igreja de São Francisco de Assis, a Igreja de Nossa Senhora do Rosário e São Benedito, ambas no centro da cidade, a Igreja de Nossa Senhora das Necessidades, em Santo António de Lisboa, a Igreja de Nossa Senhora da Lapa do Ribeirão da Ilha e a "igrejinha da Lagoa", como é conhecida a Igreja de Nossa da Conceição. O ato de tombamento não dá nenhuma garantia de perpetuação, mas reconhece o valor artístico, cultural e histórico do monumento. A Igreja, bem como seu entorno, estão protegidos pela Lei Municipal nº 2.193, de 1985.
Em 8 de dezembro de 1999, a Igreja Nossa Senhora da Conceição foi elevada à categoria de Santuário, pelo Arcebispo de Florianópolis Dom Eusébio Oscar Scheid.